# Rued Langgaard
Rued Langgaard (Copenaghen, 28 luglio 1893 – Ribe, 10 luglio 1952) è stato un compositore e organista danese.
Rued Langgaard fu l'unico figlio del compositore e musicista Siegfried Langgaard (1852-1914) ed Emma Langgaard (1861-1926).  A cinque anni Rued iniziò le lezioni di pianoforte, prima con sua madre, poi con suo padre e un istruttore privato.  Il suo talento si manifestò precocemente: già all'età di sette anni poteva suonare il Davidsbündlertänze di Schumann e le Mazurke di Fryderyk Chopin. Fu a quest'età che il giovane Langgaard iniziò a produrre le sue prime composizioni.

## Musica
Langgaard fu un esponente del Romanticismo, influenzato da compositori come Richard Strauss e Richard Wagner. Le sedici sinfonie ch'egli scrisse sono il suo maggiore contributo al repertorio della musica romantica. 
Le musiche di Langgaard sono visionarie e mostrano grande audacia, paragonandole a opere coeve. 
Fra queste composizioni la più nota è Sfærernes Musik (Musica delle sfere) per orchestra e mezzo soprano.

## Opere scelte

### Musica sinfonica
- Sinfonia n.1 "Klippepastoraler" (1908-1911)
- Sinfonia n.2 "Vaarbrud" (1912-1914)
- Sinfonia n.3 "Ungdomsbrus" (1915-1916)
- Sinfonia n.4 "La caduta della foglia" (1916)
- Sinfonia n.5 "Steppenatur" (1931)
- Sinfonia n.6 "Det Himmelrivende" (1919-1920)
- Sinfonia n.7 "Ved Tordenskjold i Holmens Kirke" (1925-1926)
- Sinfonia n.8 con coro misto "Minder ved Amalienborg" (1926-1934)
- Sinfonia n.9 "Fra Dronning Dagmars By" (1942)
- Sinfonia n.10 "Hin Torden-Bolig" (1944-1945)
- Sinfonia n.11 "Ixion" (1944-1945)
- Sinfonia n.12 "Hélsingeborg" (1946)
- Sinfonia n.13 "Undertro" (1946-1947)
- Sinfonia n.14 con coro misto "Morgenen" (1947/48-1951)
- Sinfonia n.15 con baritono e coro maschile "Søstormen" (1949)
- Sinfonia n.16 "Syndflod af Sol" (1950-1951)

### Opere liriche
- L'Anticristo

### Opere per organo
- Fantasia patetica (1907/10)
- Preludio patetico (1913-1938)
- Elias i Uvejret (1930/31)
- Nemo contra Deum nisi Deus ipse - Fantasi (1932/33)
- Forbarm dig! (1947)
- Som Lynet er Kristi Genkomst (1948)
- Øde Gader (1949)